# Curimatella dorsalis
Curimatella dorsalis är en fiskart som först beskrevs av Eigenmann och Eigenmann, 1889.  Curimatella dorsalis ingår i släktet Curimatella och familjen Curimatidae. Inga underarter finns listade i Catalogue of Life.